# Полак, Таде
Таде́ Полак (фр. Thadée Polak; 2 июня 1932, Монсо-ле-Мин — 23 сентября 2024, 8th arrondissement of Lyon) — французский футболист, игравший на позиции центрального защитника.

## Биография

### Игровая карьера
Полак начинал карьеру в «Лансе», в котором играл в течение четырёх сезонов.
В 1957 году перешёл в «Гавр», в котором играл в течение одного сезона. В 1958 году Полак стал игроком клуба «Седан», с которым в 1961 году выиграл Кубок Франции. В 1961 году Полак стал игроком клуба «Олимпик Лион», за который сыграл в чемпионате страны 195 матчей и забил 3 гола и выиграл Кубок Франции 1964 года. Он завершил карьеру в 1967 году в возрасте 35 лет.

### Смерть
Скончался 23 сентября 2024 года в возрасте 92 лет.

## Достижения
«Седан»
- Обладатель Кубка Франции (1) : 1960/61

«Олимпик Лион»
- Обладатель Кубка Франции (1) : 1963/64